# Гуча
Гуча је градско насеље у општини Лучани, у Моравичком округу, у Србији. Према попису из 2022. био је 1.491 становник. Овде се налази Лапидаријум у Гучи. У Гучи се сваке године традиционално одржава Драгачевски сабор трубача.
До 1965. године је ово насеље седиште општине Гуча коју су чинила насељена места: Бели Камен, Доњи Дубац, Горачићи, Горња Краварица, Горњи Дубац, Граб, Губеревци, Гуча (село), Каона, Котража, Кривача, Милатовићи, Пшаник, Рогача, Рти, Тијање, Турица, Вича, Властељице, Вучковица, Зеоке и Живица. После укидања општине подручје бивше општине је у целини ушло у састав општине Лучани.

## Историја
Гуча се први пут помиње у турском катастарском попису из 1476. године.
Указом Краља од 2. августа 1893. године насеље је добило статус варошице.
Гуча као центар заједнице насеља - субопштински центар општине Лучани по постанку је старије урбано насеље од Лучана. Била је општинско па среско место до 1955. године да би се свело на општинско до 1962. године када је укинута општина Гуча и формирана Општина Лучани са седиштем у Лучанима.
Цркву Светог Архангела Гаврила саградили су парохијани 1832. године уз обилату помоћ кнеза Милоша Обреновића.

## Драгачевски сабор трубача
Драгачевски сабор је годишњи трубачки фестивал који се одржава у месту Гуча, у региону Драгачево. Неколико стотина хиљада посетилаца, из Србије и иностранства, сваке године посети варош са неколико хиљада становника. Рекордни број посетилаца забележен је 2009. године, на 49. сабору, који је, према подацима, посетило више од 600.000 људи.. О овом фестивалу је снимљено неколико документарних филмова.

## Историја сабора
Први Драгачевски сабор у Гучи почео је сасвим скромно, средином октобра 1961. године, када су учествовала четири оркестра. Замислио га је дугогодишњи новинар Дуге Благоје Блажа Радивојевић. Велики допринос у осмишљавању ове приредбе дао је писац Бранко В. Радичевић, који је фестивалу дао име Велики (народни) сабор „Са Овчара и Каблара“.
За фестивал су заслужни су још музички прегаоци Миодраг Васиљевић, Драгољуб Јовашевић, Драгослав Девић, Живојин Здравковић, Боривоје Илић, Будимир Гајић, војни музичар Миломир Милетић из Тијања и два Драгачевца, Властимир Лала Вујовић и Никола Ника Стојић.
На наговор Бранка В. Радичевића, у популарисање српске трубе укључио се и лист Вечерње новости, који ће годинама додељивати „Златну трубу” најпопуларнијем трубачу на Сабору.

## Демографија
Према попису из 2002. године у насељу Гуча (варошица) живи 1612 пунолетних становника, а просечна старост становништва износи 38,5 година (37,9 код мушкараца и 39,0 код жена). У насељу има 663 домаћинства, а просечан број чланова по домаћинству је 3,05.
Ово насеље је великим делом насељено Србима и у последња два пописа примећен је пад у броју становника.
|             | \| Демографија[2] \| Демографија[2] \| Демографија[2] \| \| Година \| Становника \| Становника \| \| -------------- \| -------------- \| -------------- \| \| 1948. \| 601 \| \| \| 1953. \| 754 \| \| \| 1961. \| 932 \| \| \| 1971. \| 1.378 \| \| \| 1981. \| 1.852 \| \| \| 1991. \| 2.026 \| 2.009 \| \| 2002. \| 2.022 \| 2.059 \| \| 2011. \| 1.755 \| \| \| 2022. \| 1.491 \| \| |            |
| Демографија | |            |
| Година      | Становника | Становника |
| 1948.       | 601 |            |
| 1953.       | 754 |            |
| 1961.       | 932 |            |
| 1971.       | 1.378 |            |
| 1981.       | 1.852 |            |
| 1991.       | 2.026 | 2.009      |
| 2002.       | 2.022 | 2.059      |
| 2011.       | 1.755 |            |
| 2022.       | 1.491 |            |

| Етнички састав према попису из 2002.‍ | Етнички састав према попису из 2002.‍ | Етнички састав према попису из 2002.‍ | Етнички састав према попису из 2002.‍ | Етнички састав према попису из 2002.‍ |
| ------------------------------------ | ------------------------------------ | ------------------------------------ | ------------------------------------ | ------------------------------------ |
|                                      |                                      |                                      |                                      |                                      |
| Срби                                 | Срби                                 |                                      | 1.980                                | 97,92%                               |
| Црногорци                            | Црногорци                            |                                      | 15                                   | 0,74%                                |
| Југословени                          | Југословени                          |                                      | 4                                    | 0,19%                                |
| Муслимани                            | Муслимани                            |                                      | 3                                    | 0,14%                                |
| Хрвати                               | Хрвати                               |                                      | 2                                    | 0,09%                                |
| Немци                                | Немци                                |                                      | 1                                    | 0,04%                                |
| Бошњаци                              | Бошњаци                              |                                      | 1                                    | 0,04%                                |
| непознато                            | непознато                            |                                      | 10                                   | 0,49%                                |

| \| \| м \| \| \| ж \| \| ? \| 2 \| \| \| 4 \| \| 80+ \| 9 \| \| \| 7 \| \| 75—79 \| 18 \| \| \| 25 \| \| 70—74 \| 32 \| \| \| 34 \| \| 65—69 \| 51 \| \| \| 54 \| \| 60—64 \| 51 \| \| \| 61 \| \| 55—59 \| 56 \| \| \| 63 \| \| 50—54 \| 90 \| \| \| 75 \| \| 45—49 \| 95 \| \| \| 125 \| \| 40—44 \| 76 \| \| \| 83 \| \| 35—39 \| 62 \| \| \| 76 \| \| 30—34 \| 57 \| \| \| 63 \| \| 25—29 \| 64 \| \| \| 72 \| \| 20—24 \| 58 \| \| \| 83 \| \| 15—19 \| 91 \| \| \| 76 \| \| 10—14 \| 56 \| \| \| 60 \| \| 5—9 \| 64 \| \| \| 43 \| \| 0—4 \| 43 \| \| \| 43 \| \| Просек : \| 37,9 \| \| \| 39,0 \| |      |  |  |      |
| |      |  |  |      |
| | м    |  |  | ж    |
| ? | 2    |  |  | 4    |
| 80+ | 9    |  |  | 7    |
| 75—79 | 18   |  |  | 25   |
| 70—74 | 32   |  |  | 34   |
| 65—69 | 51   |  |  | 54   |
| 60—64 | 51   |  |  | 61   |
| 55—59 | 56   |  |  | 63   |
| 50—54 | 90   |  |  | 75   |
| 45—49 | 95   |  |  | 125  |
| 40—44 | 76   |  |  | 83   |
| 35—39 | 62   |  |  | 76   |
| 30—34 | 57   |  |  | 63   |
| 25—29 | 64   |  |  | 72   |
| 20—24 | 58   |  |  | 83   |
| 15—19 | 91   |  |  | 76   |
| 10—14 | 56   |  |  | 60   |
| 5—9 | 64   |  |  | 43   |
| 0—4 | 43   |  |  | 43   |
| Просек : | 37,9 |  |  | 39,0 |

| Година пописа     | 1948. | 1953. | 1961. | 1971. | 1981. | 1991. | 2002. |
| ----------------- | ----- | ----- | ----- | ----- | ----- | ----- | ----- |
| Број домаћинстава | 221   | 259   | 332   | 467   | 584   | 635   | 663   |

| Број чланова      | 1   | 2   | 3   | 4   | 5  | 6  | 7 | 8 | 9 | 10 и више | Просек |
| ----------------- | --- | --- | --- | --- | -- | -- | - | - | - | --------- | ------ |
| Број домаћинстава | 101 | 155 | 132 | 193 | 56 | 20 | 5 | 1 | 0 | 0         | 3,05   |

| Пол    | Укупно | Неожењен/Неудата | Ожењен/Удата | Удовац/Удовица | Разведен/Разведена | Непознато |
| ------ | ------ | ---------------- | ------------ | -------------- | ------------------ | --------- |
| Мушки  | 812    | 237              | 537          | 24             | 12                 | 2         |
| Женски | 901    | 199              | 541          | 125            | 34                 | 2         |
| УКУПНО | 1.713  | 436              | 1.078        | 149            | 46                 | 4         |

| Пол    | Укупно                    | Пољопривреда, лов и шумарство | Рибарство                            | Вађење руде и камена | Прерађивачка индустрија       |
| ------ | ------------------------- | ----------------------------- | ------------------------------------ | -------------------- | ----------------------------- |
| Мушки  | 398                       | 25                            | 0                                    | 0                    | 117                           |
| Женски | 357                       | 26                            | 0                                    | 0                    | 94                            |
| Укупно | 755                       | 51                            | 0                                    | 0                    | 211                           |
|        |                           |                               |                                      |                      |                               |
| Пол    | Производња и снабдевање   | Грађевинарство                | Трговина                             | Хотели и ресторани   | Саобраћај, складиштење и везе |
| Мушки  | 23                        | 12                            | 57                                   | 18                   | 20                            |
| Женски | 5                         | 3                             | 67                                   | 22                   | 8                             |
| Укупно | 28                        | 15                            | 124                                  | 40                   | 28                            |
|        |                           |                               |                                      |                      |                               |
| Пол    | Финансијско посредовање   | Некретнине                    | Државна управа и одбрана             | Образовање           | Здравствени и социјални рад   |
| Мушки  | 2                         | 14                            | 46                                   | 25                   | 14                            |
| Женски | 6                         | 10                            | 27                                   | 38                   | 37                            |
| Укупно | 8                         | 24                            | 73                                   | 63                   | 51                            |
|        |                           |                               |                                      |                      |                               |
| Пол    | Остале услужне активности | Приватна домаћинства          | Екстериторијалне организације и тела | Непознато            | Непознато                     |
| Мушки  | 14                        | 0                             | 0                                    | 11                   | 11                            |
| Женски | 10                        | 0                             | 0                                    | 4                    | 4                             |
| Укупно | 24                        | 0                             | 0                                    | 15                   | 15                            |